# Mbarara
Mbarara er en by i den sydvestlige del af Uganda med et indbyggertal (pr. 2005) på cirka 79.000. Byen er hovedstad i et distrikt af samme navn og ligger 266 kilometer fra hovedstaden Kampala.
0°39′S 30°41′Ø / 0.650°S 30.683°Ø